# Бжезе (гміна Щерцув)
Бжезе (пол. Brzezie) — село в Польщі, у гміні Щерцув Белхатовського повіту Лодзинського воєводства.
Населення — 267 осіб (2011).
У 1975-1998 роках село належало до Пйотрковського воєводства.

## Демографія
Демографічна структура станом на 31 березня 2011 року:
|          | Загалом | Допрацездатний вік | Працездатний вік | Постпрацездатний вік |
| -------- | ------- | ------------------ | ---------------- | -------------------- |
| Чоловіки | 135     | 27                 | 95               | 13                   |
| Жінки    | 132     | 27                 | 81               | 24                   |
| Разом    | 267     | 54                 | 176              | 37                   |